# Giuseppe Varotti

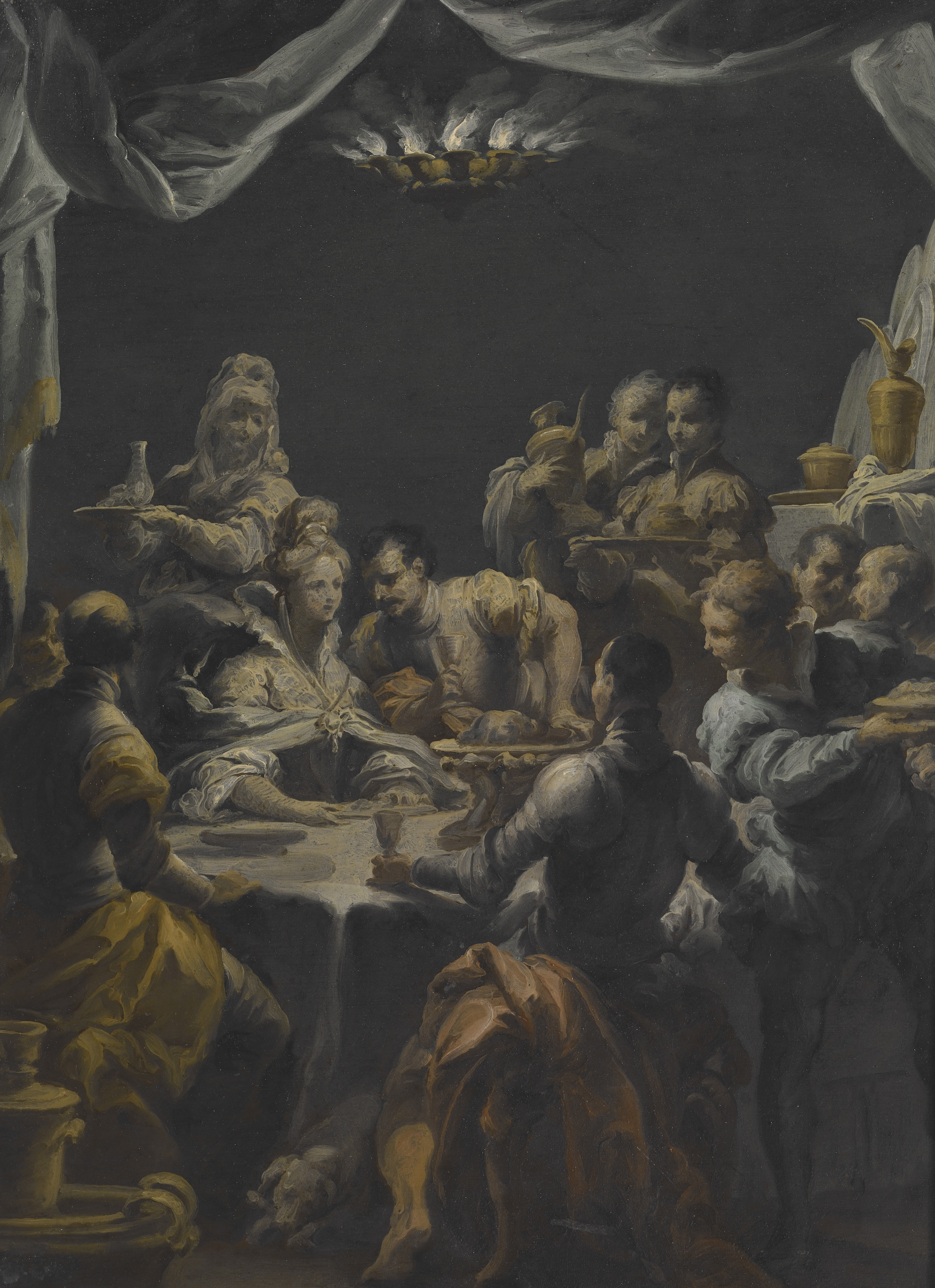
Il banchetto di Assuero. Indianapolis Museum of Art.

Giuseppe Varotti (Bologna, 1715 – Bologna, 1780) è stato un pittore italiano del tardo barocco e rococò.

## Biografia
Giuseppe Varotti era figlio del pittore Pier Paolo, e i primi apprendimenti sull'arte della pittura, li acquisì nella bottega paterna. 

Di un certo interesse sono i suoi disegni e i suoi bozzetti che raffigurano un barocco meno pesante tanto da avvicinarlo ad artisti che lo hanno preceduto come il Monti e il Vittorio Maria Bigari.
Le sue opere migliori riguardano il periodo giovanile, vi fu infatti un accentuato declino artistico nei lavori eseguiti negli ultimi anni della sua vita. L'artista non è stato per molto tempo considerato tra i grandi del Settecento bolognese non essendo citato da Luigi Crespi nel suo Vite de' pittori Bolognesi non descritte nella Felsina pittrice, proseguimento ideale del Felsina pittrice di Carlo Cesare Malvasia, se non di sfuggita come «professore moderno e ben cattivo» all'interno della biografia di Maria Caterina Locatelli.

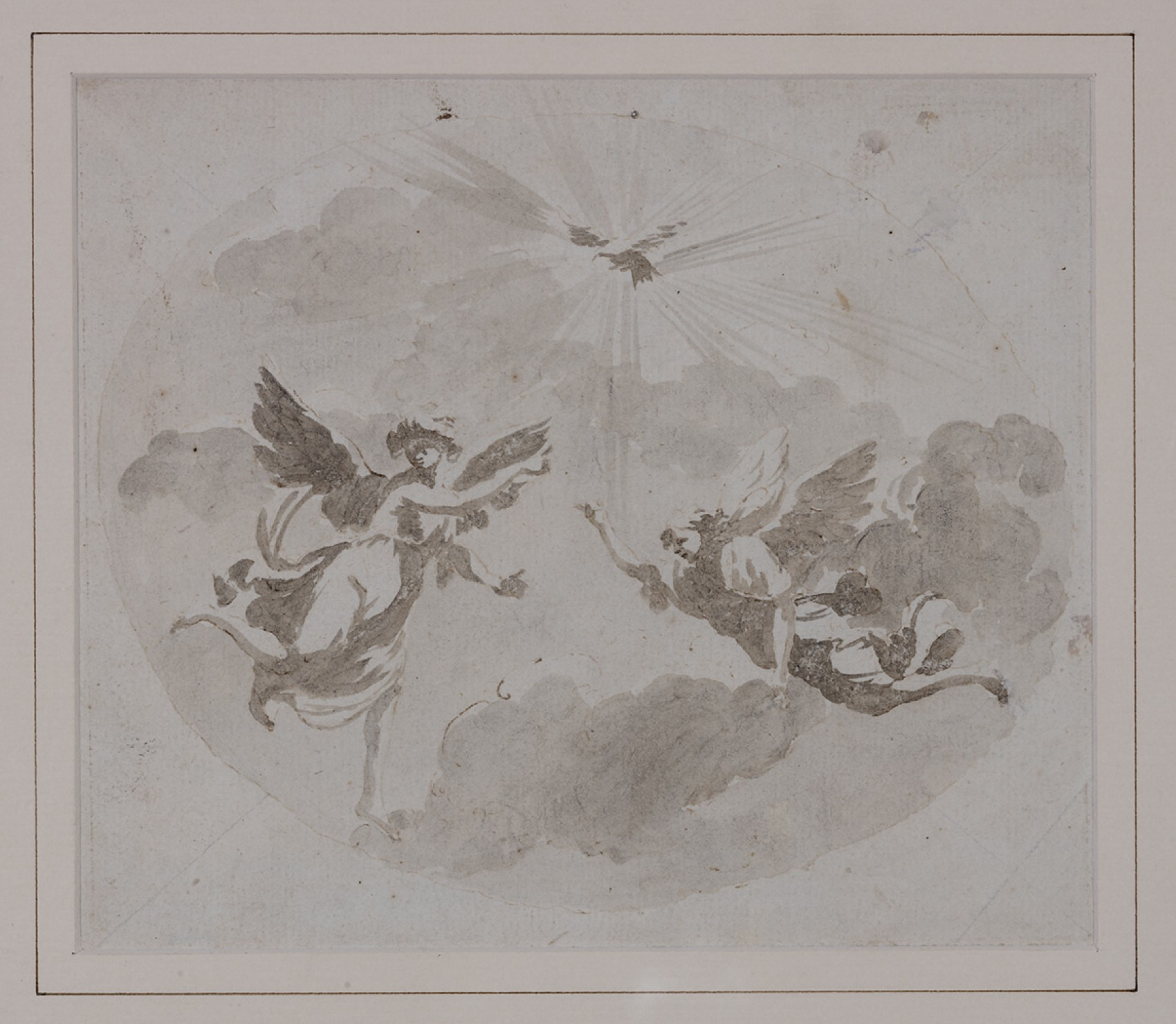
Trinità con Angeli, 1900

Tra le sue opere vi è la pala d'altare posta nella chiesa di Santa Maria Maggiore raffigurante San Giuseppe Calasanzio che riceve la visione della Vergine realizzato nel 1749 in occasione dei festeggiamenti per la beatificazione dello spagnolo Giuseppe Calasanzio, che era stato il fondatore degli Scolopi, tela che doveva far parte degli arredi dell'altare di Santa Maria Assunta del convento degli Scolopi. Alla chiusura della chiesa, la tela, che divenne proprietà del comune che l'aveva commissionata, fu collocata nella Collegiata di Santa Maria Maggiore.

Le due tele della  Madonna con Bambino e san Giovannino e l'Annunciazione sono conservate nella chiesa di Santa Maria Annunziata di Fossolo.

Il Trionfo di Mardocheo, olio su carta è stato realizzato verso la metà del XVIII secolo. Il dipinto Loth e le figlie commissionato per un'abitazione privata, era pendant del dipinto raffigurante un Angelo, poi ridotto a forma rettangolare probabilmente per necessità di collocazione. Il dipinto raffigurante Sant'Antonio da Padova, san Francesco e sant'Antonio abate eseguito a olio su tela.

Si conservano due pitture su carta dalle piccole dimensioni raffiguranti Immacolata in gloria e Sant'Antonio da Padova in estasi disegni preparatori per lavori di più grandi dimensioni, il primo riporta la cifra di 163 scudi, mentre il secondo sulla cornice riporta la firma dell'artista.

Il disegno a olio su carta raffigurante l'Allegoria della Giustizia, dalla dolcezza della raffigurazione, si dedurrebbe che è stato eseguito, sempre in forma preparatoria, in età giovanile del Varotti. Il dipinto Madonna col Bambino e San Francesco da Paola è eseguito a olio su rame, sempre di piccole dimensioni. La tela Madonna santa Chiara con il Bambino è un dipinto che raffigura una scena molto sospesa, se non fosse per gli arredi della stanza che riportano alla realtà l'evento dipinto, l'opera presenta la firma dell'artista.

L'Apparizione del Bambino Gesù a Sant'Antonio da Padova presenta un'ottima riproduzione del libro in primo piano con il giglio fiorito, mentre la scena è avvolta da tratti di morbide atmosfere.

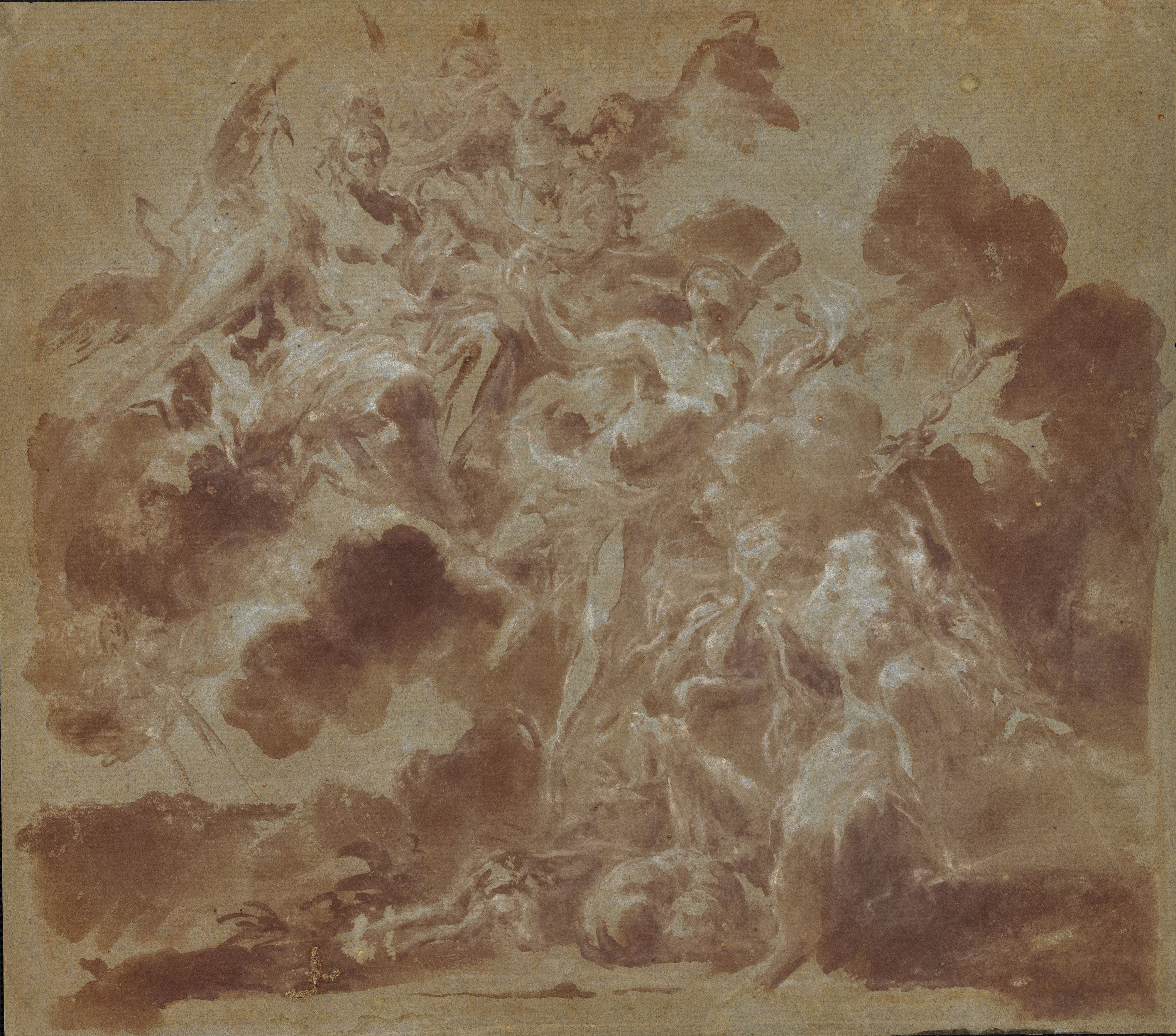
Giuseppe Varotti - Mercúrio conduz as três deusas ao encontro de Páris